# Friedrich Smend
Friedrich Smend (* 26. August 1893 in Straßburg; † 10. Februar 1980 in Berlin) war ein deutscher evangelischer Theologe, Bibliothekar und Bach-Forscher.

## Leben
Friedrich Smend stammt aus der alten Juristen- und Theologenfamilie Smend, die über drei Generationen hintereinander im 18. und 19. Jahrhundert der reformierten Gemeinde Lengerich in Westfalen als Pfarrer diente. Sein Vater Julius Smend war Professor für Praktische Theologie und erster Dekan der Evangelisch-Theologischen Fakultät in Münster, sein Onkel war der Theologe Rudolf Smend.
Smend studierte Evangelische Theologie in Münster, promovierte dort und war von 1923 an als Bibliothekar in der Preußischen Staatsbibliothek in Berlin tätig. Dort gab er ein Schriftenverzeichnis von Adolf von Harnack heraus.
1933 trat Smend der NSDAP bei. Im Folgejahr wurde er aus der Partei ausgeschlossen. Unmittelbar nach dem Krieg bekam Smend den ordentlichen Lehrstuhl für Hymnologie, Liturgie und Kirchenmusik an der Kirchlichen Hochschule Berlin-Zehlendorf.
Er war Ehrendoktor der Universitäten Heidelberg und Mainz, 1961 erhielt er das Große Bundesverdienstkreuz. 1973 bekam er die Ernst-Reuter-Plakette der Stadt Berlin.
Smend trat mit Forschungen über das Werk Johann Sebastian Bachs sowie mit Goethe-Studien hervor. In der Bach-Forschung galten seine Arbeiten besonders der h-Moll-Messe, der Matthäus- und der Johannespassion sowie der Zahlensymbolik in den Kompositionen Bachs. Smends Theorien zu Zahlensymbolik und „Kreuzesfigur“ bei Bach gelten seit einiger Zeit als widerlegt.

## Symbolik bei Bach
Beim B-A-C-H steht die Tonfolge für den Namen des Komponisten Bach – es ist die Vertonung seines Namens. Die Symbolik ergibt sich in diesem Fall aus den Namen der Töne und nicht aus der kreuzförmigen Anordnung der Noten.
Im „Generalbasszeitalter“ mit seinem Fokus auf die akkordische Struktur wurde in theoretischen Schriften der Dreiklang mit der Dreieinigkeit Gottes assoziiert. Auch das Notenbild spielt eine Rolle: Treten in der Passage, welche die Kreuzigung zum Thema hat, plötzlich zahlreiche Versetzungszeichen in Kreuzform auf, wird eine symbolische Absicht des Komponisten angenommen.

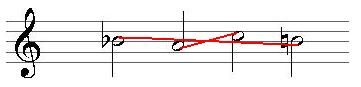
Das „Kreuzmotiv“ B-A-C-H: Beim Verbinden der beiden äußeren und der beiden inneren Noten ergibt sich ein Kreuz

Im 20. Jahrhundert wurden aber auch weit weniger offensichtliche Bedeutungen postuliert. Friedrich Smend setzte um 1950 einfach 1 für A, 2 für B und so fort, ignorierend, dass zu Bachs Zeiten etwa 20 Zahlenalphabete bei lutherischen Textdichtern in Gebrauch waren. Addiert man die Zahlen für B-A-C-H, erhält man die Zahl 14. Freilich konnte man dann in Bachs Werk auf die eine oder andere Weise die Zahl 14 finden, sodass man glaubte, Bach eine Zahlensymbolik attestieren zu können. Kees van Houten behauptete sogar, dass der damals offenbar noch lebende Bach in seinem Magnificat sein Todesdatum verklausuliert habe.
Smend bezog auch den Begriff „Chiasmus“, der klassischerweise Verlaufsformen der Art a-b-b-a bezeichnet, auf die Kreuzigung Christi, was dazu führte, dass die von Musikwissenschaftlern vorgenommene Deutung von Motiven als Kreuzmotiv, indem die Notenköpfe mit Linien verbunden werden, auch als „Chiasmus“ bezeichnet wurde.

„Den derzeitigen Erkenntnissen zufolge war den Musikern des Barockzeitalters aber weder der Vorgang einer symbolwertigen Strichverbindung zwischen Notenköpfen geläufig, noch hätten sie je ein gesteigertes Interesse an der Einbeziehung des „Chiasmus“ in ihr klangrhetorisches Regularium und deren Nomenklatur an den Tag gelegt.“

## Schriften (Auswahl)
- Adolf von Harnack. Verzeichnis seiner Schriften. Leipzig 1927; Nachtrag 1927–1930. Leipzig 1931 (Nachdruck: Adolf von Harnack. Verzeichnis seiner Schriften bis 1930. Mit einem Geleitwort und bibliographischen Nachträgen bis 1985 von Jürgen Dummer. Saur, München 1990, ISBN 3-598-10321-2).
- Joh. Seb. Bach Kirchen-Kantaten. 6 Hefte. Christlicher Zeitschriftenverlag, Berlin 1947/48 (2. Aufl. 1950; 3. Aufl. 1966).
- Johann Sebastian Bach bei seinem Namen gerufen. Bärenreiter, Kassel 1950.
- Bach in Köthen. Christlicher Zeitschriftenverlag, Berlin 1951/52 (Englische Ausgabe St. Louis : Concordia Publ. House, 1985).
- Goethes Verhältnis zu Bach. Merseburger, Berlin 1955.
- Missa ; Symbolum Nicenum ; Sanctus ; Osanna, Benedictus, Agnus Dei et Dona Nobis Pacem (später genannt „Messe in h-moll“). Bärenreiter, Kassel 1956.
- Ferner Freunde ward gedacht : ein Beitrag zu Goethes Briefwechsel mit Marianne von Willemer. Berlin : Merseburger, 1964
- Bach-Studien. Gesammelte Reden und Aufsätze. Bärenreiter, Kassel 1969.